# Miagrammopes cubanus
Miagrammopes cubanus är en spindelart som beskrevs av Banks 1909. Miagrammopes cubanus ingår i släktet Miagrammopes och familjen krusnätsspindlar.
Artens utbredningsområde är Kuba. Inga underarter finns listade i Catalogue of Life.